# Saint-Clément (Aisne)
Saint-Clément – miejscowość i gmina we Francji, w regionie Hauts-de-France, w departamencie Aisne.
Według danych na styczeń 2014 roku gminę zamieszkiwały 53 osoby, a gęstość zaludnienia wynosiła 10,6 osób/km.